# Lassy, Ille-et-Vilaine
Lassy är en kommun i departementet Ille-et-Vilaine i regionen Bretagne i nordvästra Frankrike. Kommunen ligger i kantonen Guichen som tillhör arrondissementet Redon. År 2022 hade Lassy 1 817 invånare.

## Befolkningsutveckling
Antalet invånare i kommunen Lassy
Referens:INSEE